# Osazonă

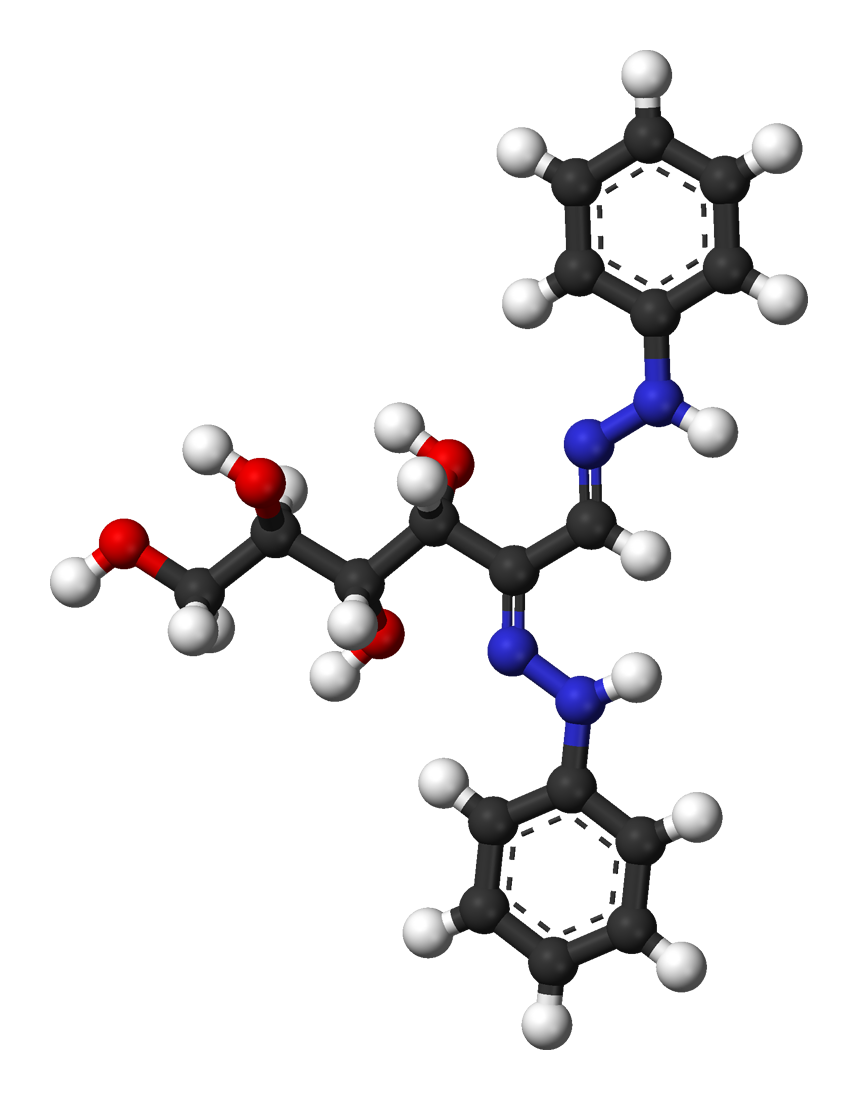
Structura tridimensională a moleculei de glucosazonă

Osazonele sunt o clasă de derivați ai carbohidraților care se formează atunci când zaharuri reducătoare reacționează cu un exces de fenilhidrazină la temperaturi de fierbere.

## Formare
Reacția de formare a osazonelor a fost dezvoltată de Emil Fischer, care a utilizat reacția pentru a identifica monozaharidele.
Formarea unei perechi de grupe funcționale de tip hidrazonă implică atât reacții de oxidare, cât și de condensare. Deoarece reacția necesită o grupare carbonilică liberă pentru formarea hidrazonei, pot participa la reacție doar zaharuri reducătoare, astfel că zaharoza (care este nereducătoare) nu formează o osazonă.  
Un exemplu este reacția de formare a glucosazonei, ca urmare a reacției dintre D-glucoză și fenilhidrazină. Același produs se poate obține din fructoză și manoză:

## Mecanism de formare
Mecanismul de formare al osazonelor este următorul:

## Aspect
Osazonele sunt compuși colorați intens și cristalini. Osazonele se disting ușor pe baza naturii lor, de exemplu:
- Maltosazonă (din maltoză) - cristale în formă de petale.
- Lactosazonă (din lactoză) - cristale în formă de pulbere.
- Galactosazonă (din galactoză) - cristale în formă de plăci rombice.
- Glucosazonă (din glucoză, fructoză sau manoză) - cristale în formă aciculară.